# Iann Dior
Michael Ian Olmo (* 25. března 1999), známý jako Iann Dior, je americký rapper, zpěvák a skladatel. Do povědomí posluchačů se dostal vystoupením v singlu „Mood“ rappera 24kGoldn z roku 2020. Dále je známý ze singlu „Happy Endings“ amerického rappera Mika Shinody.
V roce 2019 vydal své debutové album Industry Plant, po němž následovalo album On to Better Things (2022). Obě alba byla velmi úspěšná, a proto podepsal smlouvu s vydavatelstvím Internet Money Records a 10K Projects. V roce 2023 vydal své třetí studiové album Leave Me Where You Found Me.

## Dětství
Narodil se 25. března 1999 v portorickém Arecibu Tommymu a Anabelle Olmovým. Střední školu dokončil v květnu 2017. V dětství poslouchal hlavně rap a třeba i Marca Anthonyho. Jeho otec mu ukázal například rockovou skupinu The Fray nebo rappera Jaye-Zeho.

## Diskografie

### Studiová alba
- Industry Plant (2019)
- On to Better Things (2022)
- Leave Me Where You Found Me (2023)

### EP
- I'm Gone (2020)
- Still Here (2021)

### Kompilace
- Headliners: iann dior (2021)

## Filmografie
| Rok  | Název          | Role     |
| ---- | -------------- | -------- |
| 2021 | Downfalls High | Sám sebe |

## Turné

#### Hlavní
- Better Things Tour (2022)[6]

#### Vedlejší
- Mainstream Sellout Tour (2022)